# صدام كومي
صدام سليمان كومي النور (مواليد 6 أبريل 1994) هو عداء سوداني.

## مسيرته
وصل كومي للنهائي في سباق 400 متر في بطولة العالم للشباب لألعاب القوى 2011، لكنه لم ينه السباق بسبب الإصابة. في العام نفسه، فاز بميداليات ذهبية في سباق 400 متر وسباق 400 متر تتابع في بطولة أفريقيا لألعاب القوى للناشئين 2011.
وفي سباق 400 متر تتابع، كان أيضًا جزءًا من المنتخب السوداني الذي احتل المركز الرابع في بطولة أفريقيا لألعاب القوى 2010، والسادس في بطولة أفريقيا لألعاب القوى 2016. أمّا فرديًا، فقد احتل المركز الخامس في الألعاب الأفريقية 2015. تم استبعاده في النهائي خلال بطولة أفريقيا لألعاب القوى 2016.

## روابط خارجية
- صدام كومي على موقع الاتحاد الدولي لألعاب القوى (الإنجليزية)
- صدام كومي على موقع أوليمبيديا (الإنجليزية)